# حسین الحضری
حسین الحضری (عربی: حسين علي فرح الحضري؛ زادهٔ ۲۱ مهٔ ۱۹۹۰) بازیکن فوتبال اهل عمان است.
از باشگاه‌هایی که در آن بازی کرده‌است می‌توان به باشگاه فوتبال الرائد، باشگاه فوتبال ظفار، و باشگاه فوتبال عجمان امارات اشاره کرد.
وی همچنین در تیم‌های ملی فوتبال زیر ۲۳ سال عمان و عمان بازی کرده‌است.